# Hyles apocyni
Hyles apocyni is een vlinder uit de familie van de pijlstaarten (Sphingidae). De wetenschappelijke naam van de soort werd in 1956 gepubliceerd door Shchetkin.